# Växeln hallå
Växeln hallå, skriven av Lasse Holm (musik) och Gert Lengstrand (text), är sången som Janne Lucas Persson kom på andra plats med i den svenska Melodifestivalen 1980.
Singeln placerade sig som bäst på sjätte plats på den svenska singellistan.
Melodin låg på Svensktoppen i tio veckor under perioden 30 mars-1 juni 1980, av vilka tre veckor tillbringades på förstaplatsen.
Den spelades också in som "Doctor hallo".

## Coverversioner
Den svenska hårdrocksgruppen "Black Ingvars" spelade in en cover på "Växeln hallå" på sitt album "Schlager Metal" från 1998.

## Listplaceringar
| Lista (1980) | Topplacering |
| ------------ | ------------ |
| Sverige      | 6            |